# شکارچی گوزن
شکارچی گوزن (به انگلیسی: The Deer Hunter) فیلمی آمریکایی به کارگردانی مایکل چیمینو و محصول سال ۱۹۷۸ کمپانی یونیورسال استودیوز است. این فیلم که در گونهٔ جنگی-داستانی قرار می‌گیرد، با نام رولت روسی نیز مشهور است.

## بازیگران
- رابرت دنیرو (مایکل ورونسکی)
- جان کازال (استنلی استوش)
- جان سویج (استیون)
- کریستوفر واکن (نیک شونتارویچ)
- مریل استریپ (لیندا)

## داستان
مایکل ورونسکی و دوستانش جوانانی نظامی هستند که در بحبوحه جنگ آمریکا و ویتنام برای اعزام به جنگ آماده میشوند.
چند روز قبل از اعزام آنها به مراسم یکی از دوستان خود، عیش و نوش، شکار و خوش گذرانی می‌پردازند و چهره ای از سرخوشی خود در کشورشان برای بیننده ترسیم میکنند.
بعد از اعزام و حین جنگ، مایکل و دوستانش اسیر میشوند و در شرایط بسیار اسف باری زیر شکنجه‌ی عده ای مبارز ویتنامی به عنوان ابزار سرگرمی استفاده میشوند. از آنها برای دوئل رولت روسی استفاده میشد، به این شکل که بازی آنقدر ادامه پیدا می‌کرد تا یکی از دو فرد دوئل کننده کشته شود.
در نهایت فقط مایکل و دو دوستش از میان اسیران باقی میمانند و ناگزیر باید با یکدیگر دوئل میکردند.
مایکل به دوستش نیک پیشنهاد میدهد که به جای یک تیر در هفت‌تیر با سه تیر بازی کنند تا در فرصت مناسب به ویتنامی ها شلیک کنند. یک دور بازی میکنند و در نهایت خوش شانسی اسلحه ها به سر هیچ کدامشان شلیک نمیکند. و در دور بعدی در یک حرکت سریع به سمت ویتنامی ها شلیک میکنند و موفق می‌شوند خودشان را رها کنند‌. دوست دیگر مایکل و نیک که تازه داماد هم بود در این دوره اسیری پاهایش عفونت می‌کند و مجبور می‌شوند که آنها را قطع کنند و وی به آمریکا بازمیگردد. نیک ناپدید می‌شود و مایکل هم بیخبر از او به خانه برمیگردد.
مدتی بعد مایکل متوجه میشود که نیک برای دوستشان که پاهایش را از دست داده است به نام همسرش پول میفرستد‌. پولهایی که از راه قمار رولت روسی در ویتنام به دست می‌آورد‌. مایکل تصمیم میگیرد که وی را به خانه بازگرداند، به ویتنام میرود و نیک را در حالت جنون میابد، جنونی که بعد از دوره سخت اسیری و بازی وحشتناک رولت روسی دچارش شده بود و حالا کاری جز تکرار آن نمیکرد.
مایکل هرچه اصرار می‌کند نیک نمیپذیرد و توجهی نمیکند فقط میخواهد بازی کند، مایکل برای جلب توجه نیک با او بازی میکند و در حین بازی به نیک التماس میکند که با او به آمریکا برگردد و این کار را کنار بگذارد ولی در یکی از ماشه کشی ها تفنگ شلیک میکند و نیک می‌میرد.

## جوایز
- برنده اسکار بهترین فیلم
- برنده اسکار بازیگر نقش مکمل مرد برای کریستوفر واکن
- برنده اسکار کارگردانی برای مایکل چیمینو
- برنده اسکار تدوین برای پیتر زینر
- برنده اسکار صدابرداری برای بری اسپیکینگز، ویلیام مک‌کافی، آرون روشین و دارین نایت
- نامزد اسکار بازیگر نقش اول مرد برای رابرت دنیرو
- نامزد اسکار بازیگر نقش مکمل زن برای مریل استریپ
- نامزد اسکار فیلم‌برداری برای ویلموش ژیگموند
- نامزد اسکار فیلم‌نامه غیر اقتباسی برای مایکل چیمینو، دریک واشبورن، لوییز گارفینکل و کویین ردکر

مایکل چیمینو، درحال کارگردانی فیلم.